# Wickham (Australia Zachodnia)
Wickham – miasto w Australii, w stanie Australia Zachodnia. W mieście w 2021 roku mieszkało 2016 osób.